# 宝生能楽堂
宝生能楽堂（ほうしょうのうがくどう）は、1913年に開館した公益社団法人宝生会の能楽専門の公演場である。490席を擁する。

## 概略
主に宝生流の能楽が行われているが、他流派の催しも開催される。
2階は、内弟子部屋として使用されている。

## 歴史
1913年（大正2年）、神田猿楽町に竣工するが、1923年（大正12年）に関東大震災で全焼する。
1924年（大正13年）に、松平頼寿（旧高松藩）邸跡地が提供され、1928年（昭和3年）に「宝生会館能楽堂」として再建されるが、1945年（昭和20年）の太平洋戦争の東京大空襲で焼失する。
1950年（昭和25年）に、宝生流の職分から流債をつのり、「水道橋能楽堂」が再建され、1978年（昭和53年）に現在の宝生能楽堂が完成する。2013年に堂内を改装する。

## 評価
能楽評論家の大河内俊輝は、「光彩陸難とはいかぬが、食庫型が抱えたやむを得ぬ措置としては、光にや明に関する限りでは宝生能楽堂が優れている」、「宝生能楽堂も観世能楽堂ほどひどくはないが、音響に関しては、腫れ物に触るようなところがある。」と評している。